# ハロペリドール
ハロペリドール（英: Haloperidol）は、1957年ベルギーの製薬企業ヤンセン ファーマの薬理学者ポール・ヤンセン(Paul Janssen)が、アンフェタミン（覚醒剤）による運動量昂進に対して拮抗する薬物として発見した、ブチロフェノン系の抗精神病薬である。先発薬の商品名はセレネースで、抗妄想・抗幻覚・制吐作用を有する。主に中枢神経のドパミンD2受容体を遮断することで作用する。統合失調症の治療薬として多く用いられているものの一つである。統合失調症以外に、躁うつ病、せん妄、ジスキネジア、ハンチントン病、トゥレット障害などにも使用される。
副作用として、パーキンソン症候群（振戦、固縮、小刻み歩行など）、急性および遅発性ジストニア、急性および遅発性ジスキネジア、悪性症候群、高プロラクチン血症、アカシジア（静座不能症）などがある。これらは、本来の標的である中脳辺縁系以外の神経伝達を遮断してしまうことによって生じる。たとえばパーキンソン症候群、高プロラクチン血症は、それぞれ黒質線状体系、下垂体漏斗系のドパミンD2受容体を遮断することで生じる。

## 薬理学
ハロペリドールはドーパミンD2受容体に高い親和性を示し、インバースアゴニスト作用と、遅い受容体解離速度を示す、代表的なブチロフェノン系の定型抗精神病薬である。D2受容体（ED50=0.13 mg/kg）と、α1受容体（ED50=0.42 mg/kg）へ優先的に結合し、高用量（ED50=2.6 mg/kg）で5-HT2受容体に作用する。
| 受容体 | 受容体（英）                            | Ki (nM)  | 作用               | 備考     |
| ------ | --------------------------------------- | -------- | ------------------ | -------- |
| D1     | en:Dopamine receptor D1                 | 不明     | 静的拮抗           |          |
| D2     | en:Dopamine receptor D2                 | 00001.55 | 逆作動             |          |
| D3     | en:Dopamine receptor D3                 | 00000.74 | 逆作動             |          |
| D4     | en:Dopamine receptor D4                 | 00005-9  | 逆作動             |          |
| D5     | en:Dopamine receptor D5                 | 不明     | 静的拮抗           |          |
| σ1     | en:Sigma-1 receptor                     | 00003    | 不可逆的な不活性化 | [ 注 1 ] |
| σ2     | en:Sigma-2 receptor                     | 00054    | 作動               |          |
| 5-HT1A | en:5-HT1A receptor                      | 01,927   | 作動               |          |
| 5-HT2A | en:5-HT2A receptor                      | 00053    | 静的拮抗           |          |
| 5-HT2C | en:5-HT2C receptor                      | 10,000   | 静的拮抗           |          |
| 5-HT6  | en:5-HT6 receptor                       | 03,666   | 静的拮抗           |          |
| 5-HT7  | en:5-HT7 receptor                       | 00377.2  | 不可逆的な静的拮抗 |          |
| H1     | en:Histamine H1 receptor                | 01,800   | 静的拮抗           |          |
| M1     | en:Muscarinic acetylcholine receptor M1 | 10,000   | 静的拮抗           |          |
| α1A    | en:Alpha-1A adrenergic receptor         | 00012    | 静的拮抗           |          |
| α2A    | en:Alpha-2A adrenergic receptor         | 01,130   | 静的拮抗           |          |
| α2B    | en:Alpha-2B adrenergic receptor         | 00480    | 静的拮抗           |          |
| α2C    | en:Alpha-2C adrenergic receptor         | 00550    | 静的拮抗           |          |
| NMDA   | en:NMDA receptor                        | 02,000   | 拮抗               | [ 1 ]    |

## 剤形・種類
- 錠剤:0.75mg、1.5mg、1mg、3mg
- 細粒:1%
- 内服液:0.2%
- 注射剤:5mg

## 副作用
悪性症候群、心室頻拍、悪性イレウス、錐体外路症状、遅発性ジスキネジア、アカシジア、うつになる場合がある、体が重い、のどが異常に乾く、など。
アメリカ食品医薬品局 (FDA) のガイダンスを参考に、マウス1.25mg/kgをヒト等価用量 (HED) 換算するとヒト0.1mg/kgとなる。日本人女性（成人）の平均体重50〜55kgは5.0〜5.5mgが相当する。それは維持量の上限1日6mgよりも少ない。

### 哺乳類での研究
臨床使用を模倣したマカクサルへの投与は、脳容積の大幅な減少をもたらした。

## 禁忌
- 昏睡状態の者
- パーキンソン病の者
- アドレナリンを投与中の者
- 妊娠または妊娠している可能性のある者
- 重症心不全患者